# 建隆
建隆（960年正月—963年十一月）是北宋太祖赵匡胤开始使用的年号，也是北宋的第一个年号，共使用了4年。
当时其他还残留的一些五代十国政权也用此年号纪年。宋朝於963年十一月正式向南唐頒曆後，南唐後主李煜才停止使用後周顯德年號，开始用北宋建隆年号纪年（960年）。吳越忠懿王钱俶亦用此年号。荆南侍中高保勗、高繼沖从960年八月开始用此年号，直到963年五月投降北宋为止。

## 改元
- 顯德七年——正月初五日，改元為建隆元年。[3][4]
- 建隆四年——十一月十六日，改元為乾德元年。[5][6]

## 大事記
- 建隆元年——正月初五日，趙匡胤稱帝，建立宋朝。

## 紀年農曆對照表
表格中各月的干支即為各月的第1日，「大」表示該月有30日，「小」表示該月有29日，「閏月」表格中的中文數字表示該年為閏某月（比如「三甲子」裡有中文數字「三」，即表示該行所在年份有閏三月），各月初一底下的數字表示對應的西曆日期。
| 西元  | 干支 | 紀年     | 正月   | 二月   | 三月   | 四月   | 五月   | 六月   | 七月   | 八月   | 九月   | 十月   | 十一月 | 十二月  | 閏月     |
| ----- | ---- | -------- | ------ | ------ | ------ | ------ | ------ | ------ | ------ | ------ | ------ | ------ | ------ | ------- | -------- |
| 960年 | 庚申 | 建隆元年 | 辛丑大 | 辛未小 | 庚子大 | 庚午小 | 己亥大 | 己巳大 | 己亥小 | 戊辰大 | 戊戌小 | 丁卯大 | 丁酉小 | 丙寅大  |          |
| 960年 | 庚申 | 建隆元年 | 1/31   | 3/1    | 3/30   | 4/29   | 5/28   | 6/27   | 7/27   | 8/25   | 9/24   | 10/23  | 11/22  | 12/21   |          |
| 961年 | 辛酉 | 建隆二年 | 丙申小 | 乙丑大 | 乙未小 | 癸巳大 | 癸亥大 | 癸巳小 | 壬戌大 | 壬辰大 | 壬戌小 | 辛卯大 | 辛酉小 | 庚寅大  | 三甲子小 |
| 961年 | 辛酉 | 建隆二年 | 1/20   | 2/18   | 3/20   | 5/17   | 6/16   | 7/16   | 8/14   | 9/13   | 10/13  | 11/11  | 12/11  | 962/1/9 | 4/18     |
| 962年 | 壬戌 | 建隆三年 | 庚申小 | 己丑小 | 戊午大 | 戊子小 | 丁巳大 | 丁亥小 | 丙辰大 | 丙戌大 | 丙辰小 | 乙酉大 | 乙卯大 | 乙酉小  |          |
| 962年 | 壬戌 | 建隆三年 | 2/8    | 3/9    | 4/7    | 5/7    | 6/5    | 7/5    | 8/3    | 9/2    | 10/2   | 10/31  | 11/30  | 12/30   |          |
| 963年 | 癸亥 | 建隆四年 | 甲寅大 | 甲申小 | 癸丑小 | 壬午大 | 壬子小 | 辛巳大 | 辛亥小 | 庚辰大 | 庚戌小 | 己卯大 | 己酉大 |         |          |
| 963年 | 癸亥 | 建隆四年 | 1/28   | 2/27   | 3/28   | 4/26   | 5/26   | 6/24   | 7/24   | 8/22   | 9/21   | 10/20  | 11/19  |         |          |

## 同期存在的其他政权年号
- 中國
  - 天會（957年－973年）：北漢—劉鈞、劉繼恩、劉繼元之年號
  - 大寶（958年－971年）：南漢—劉鋹之年號
  - 廣政（938年－965年）：後蜀—孟昶之年號
  - 應曆（951年－969年）：遼—遼穆宗耶律璟之年號
  - 廣德（953年－967年）：大理國—段思聰之年號
  - 同慶（912年－966年）：于闐—尉遲烏僧波之年號
- 朝鮮半島
  - 峻豐（960年－963年）：高麗—高麗光宗王昭之年號
- 日本
  - 天德（957年－961年）：村上天皇之年号
  - 應和（961年－964年）：村上天皇之年号

## 参見
- 中国年号索引

## 深入閱讀
- 李崇智. . 北京: 中華書局. 2004年12月. ISBN 7101025129.
- 鄧洪波. . 臺北: 國立臺灣大學東亞經典與文化研究計劃. 2005年3月  [2021-11-15]. ISBN 9789860005189. （原始内容 (pdf)存档于2007-08-25）.

| 前一年號： 后周：显德 | 北宋年号 建隆 | 下一年號： 乾德 |

| 前一年號： 顯德 | 南唐年號 建隆 | 下一年號： 乾德 |

| 前一年號： 顯德 | 吳越年號 建隆 | 下一年號： 乾德 |

| 前一年號： 顯德 | 荊南年號 建隆 | 下一年號： -- |